# Praon yomenae
Praon yomenae är en stekelart som beskrevs av Hajimu Takada 1968. Praon yomenae ingår i släktet Praon och familjen bracksteklar. Inga underarter finns listade i Catalogue of Life.